# Битка при Алфамбра
Битката при Алфамбра се провежда близо до Алфамбра от 5 до 7 февруари 1938 г. по време на Гражданската война в Испания. 
Тази битка е част от битката при Теруел. След превземането на Теруел от републиканската армия, националистите започват контранастъпление, за да окупират отново града. На 5 февруари огромна националистическа войска пробива републиканските линии на север от Теруел към река Алфамбра, като взима 7 000 републикански пленници и заплашва републиканските сили в Теруел.

## Прелюдия
След превземането на Теруел от републиканската армия на 7 януари, националистите започват контраофанзива, за да завладеят високите места около Теруел на 17 януари и окупират хълмовете на Ла Муела, въпреки това републиканските войски, водени от Хуан Ернандес Саравия и подкрепени от Интернационални бригади спират настъплението на националистите на 27 януари. След това националистите съсредоточават армия от 100 000 души и 500 оръдия в Сиера де Паломера в северната част на Теруел, водени от генерал Хуан Вигон, с три армейски корпуса (Галисийския корпус на Аранда, Мароканския корпус на Хуан Ягуе и Наварския корпус на Гарсия Валиньо), италиански експедиционен корпус и кавалерийската дивизия на Монастерио. От друга страна, републиканската отбрана в тази част на фронта е слаба, тъй като по-голямата част от войските са съсредоточени в град Теруел. Републиканската армия е с един армейски корпус, 13-ти армейски корпус, с 29-та и 42-ра дивизия.

## Битка
На 5 февруари започва голямо настъпление към река Алфамбра, по фронт от 30 километра. Започва с масивна кавалерийска атака на дивизията на Монастерио, последната голяма конна атака в Западна Европа. Трите армейски корпуса на националистите разбиват републиканските линии и напредват бързо към река Алфамбра. Републиканските сили са обкръжени от националистите или бягат в безпорядък. До 7 февруари националистите завладяват 1 300 km2 и огромни количества материал (муниции, оръжия и линейки) и самолети (12 само на 7 февруари). Републиканците претърпяват 20 000 – 22 000 жертви, сред които 7 000 пленени.

## Последица
До 20 февруари републиканските комуникации към Валенсия от Теруел са застрашени от националистите и Ернандес Саравия дава заповед за изтегляне от града, въпреки че републиканците успяват да формират отбранителна линия по десния бряг на Алфамбра на 25 февруари.